# Hohes Haus (Fernsehsendung)
Hohes Haus ist eine Informationssendung des Österreichischen Rundfunks (ORF), die über die politische Arbeit in den beiden Kammern des österreichischen Parlaments dem Nationalrat und dem Bundesrat berichtet. Das Magazin geht jeden Sonntag um 12:00 Uhr in ORF 2 auf Sendung und wird am selben Tag im Vorabendprogramm von ORF III wiederholt. Sendungsverantwortlicher ist Fritz Jungmayr, Leiter ist Hans Bürger.

## Geschichte
Am 21. Mai 1969 waren das erste Mal Fernsehkameras im Plenarsaal des Nationalrats zugelassen. Von 1972 bis 1975 wurde in einer Sendung mit dem Titel Hohes Haus zusammenfassend über das Geschehen im Parlament berichtet. Danach war die Parlamentsberichterstattung Teil der ZIB 2.
Am 8. Dezember 1979 ging ein neukonzipierte Pilot für ein Parlamentsmagazin auf Sendung. Hohes Haus brachte neben Zusammenfassungen der Plenumsdebatten nun auch Hintergrundberichte über die politische Arbeit am Gesetzgebungsprozess und über andere Veranstaltungen und Ereignisse rund um das Parlament. Das neue Konzept überzeugte die Verantwortlichen und am 26. Jänner 1980 startete die Sendereihe mit der ersten Folge. Seit März 1995 steht die Sendung wöchentlich auf dem Programm, zuvor gab es das Magazin nur alle zwei Wochen und samstags. Seit 18. Mai 2008 meldet sich die Sendung aus dem Newsroom des ORF.

## Anerkennungen
- 2017 wurde die Sendung mit dem Walther-Rode-Preis ausgezeichnet.[1]

## Ehemalige Moderatoren
Seit 2019 präsentiert Rebekka Salzer das ORF-Parlamentsmagazin. Ihre Vorgängerin war Patricia Pawlicki, die die Sendung von April 2007 bis 2019 moderierte und künftig das Weltjournal präsentieren soll.
- Helmut Pfitzner
- Margit Czöppan
- Thomas Ortner
- Gertrude Aubauer
- Claudia Reiterer
- Wolfgang Pav